# Giò me

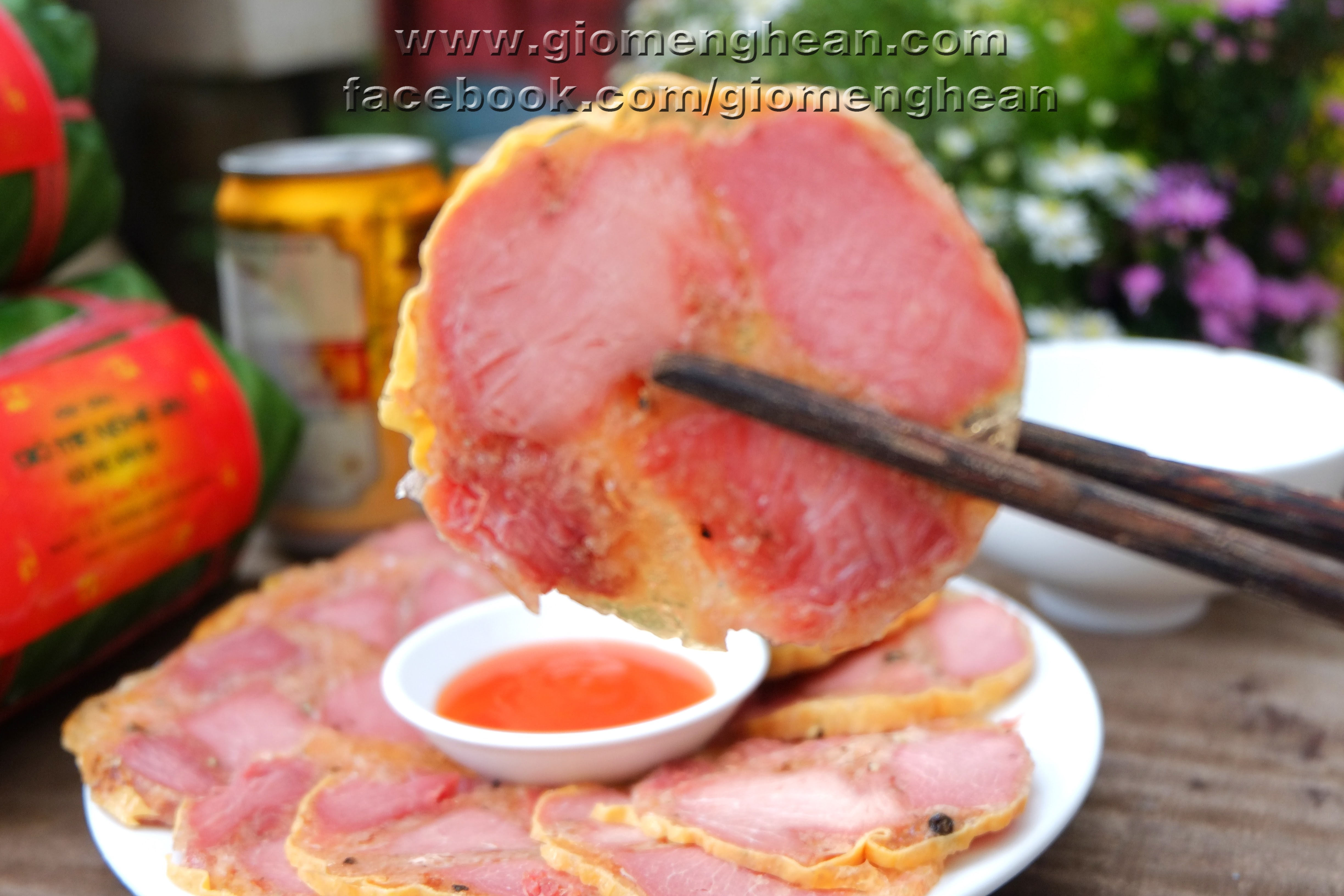
Giò me Nghệ An được thái lát mỏng chấm với tương ớt

Giò me, giò bê hay giăm bông thịt bê là một món ăn đặc sản của tỉnh Nghệ An, Việt Nam được làm từ thịt bê nguyên tảng và bì bê xay nhuyễn đem cuộn và hấp cách thủy. Có nguồn gốc từ huyện Nam Đàn, tỉnh Nghệ An (me là từ địa phương nghĩa là con bê), món ăn này thịnh hành trên cả nước từ những năm 2000 đến nay với mùi vị cũng như cách ăn khác biệt so với các loại giò truyền thống.

## Nguyên liệu
- Thịt bê: Nguyên liệu chính của món ăn. Phải chọn thịt bê tươi để nguyên tảng không thái nhỏ và tách bì, tách gân.
- Bì bê: xay nhuyễn ướp gia vị.
- Trứng gà: chọn trứng gà mới.
- Nước mắm: chọn nước mắm cốt thơm ngon, tốt nhất là nước mắm Cửa Lò cho đúng vị.
- Hạt tiêu: chọn hạt tiêu thơm ngon và không bị mốc
- Túi ni lông: dùng để bọc giò me cho kín trước khi đem hấp.
- Nguyên liệu khác: một số đầu bếp thêm thịt nạc chân giò lợn, thêm bột ngọt để tăng hương vị cũng như giảm giá thành. Việc này có thể ảnh hưởng đến chất lượng của giò me.

## Thực hiện
Thịt bê nguyên tảng và bì bò xay nhuyễn trộn được tẩm ướp với gia vị nước mắm hạt tiêu trong vòng 2 tiếng cho ngấm đều. Tất cả được trộn đều và cuốn với trứng gà tráng mỏng - trứng gà tráng mỏng dùng làm lớp vỏ ngoài của giò me. Cuộn bên ngoài cùng là lớp túi ni lông thật kín. Kiểm tra cẩn thận giò me đã được cuộn kín chưa vì nếu không khi hấp sẽ bị chảy lớp keo bì bê ra ngoài làm hỏng giò. Sau khi gói giò me tiến hành hấp cách thủy trong vòng 6 tiếng. Yêu cầu lớp bì bê xay nhuyễn đã tan chảy hết tạo thành keo. Thịt bê chín mềm. Vớt ra để nguội và cho vào tủ lạnh để giữ lớp keo vừa dai vừa mềm.

## Trình bày, thưởng thức và bảo quản
Giò me thái lát mỏng và chấm với tương ớt. Thưởng thức như giăm bông, thịt nguội. Bảo quản giò me trong ngăn mát tủ lạnh, sử dụng tới đâu cắt tới đó.

## Đặc sản địa phương
Nghệ An còn có nhiều món đặc sản nữa như cháo lươn, nhút Thanh Chương, dê Cầu Đòn

## Vấn đề phụ gia
Giò me truyền thống không có bất cứ phụ gia nào. Nhưng vì lợi nhuận những cơ sở sản xuất giò chả thiếu lương tâm sử dụng thịt lơn thay thế hoàn toàn thịt bê. Sử dụng bì lợn thay thế bì bê. Sử dụng hương liệu để tạo mùi thịt bê. Việc này khiến giá giò rẻ nhưng chất lượng không đảm bảo có thể gây ung thư hoặc các bệnh về tiêu hóa.
Giò me không chứa chất bảo quản sẽ giã đông tự nhiên nếu gặp nhiệt độ cao.